# Anke Jannie Landman
Anke Jannie Landman (Assen, 8 oktober 1974) is een Nederlands voormalig shorttrack- en langebaanschaatsster.
Landman werd in 1995 en 2001 Nederlands kampioen shorttrack en in 1994, 1997 en 1998 werd ze tweede en in 1996, 2000 en 2002 derde. Op de Europese kampioenschappen shorttrack won ze in 1998 individueel een zilveren medaille (gedeeld met Ellen Wiegers) en werd ze met het Nederlands team tweede op de aflossing. Ook in 1992 en 2000 won ze een zilveren medaille op de aflossing op het EK. Op de wereldkampioenschappen shorttrack won ze met het Nederlands team in 1992 een zilveren medaille op de aflossing. Landman nam deel aan de Olympische Winterspelen 1994 en 1998.
In 1999 nam Landman deel aan het Nederlands kampioenschap schaatsen allround (12e) en het Nederlands kampioenschap schaatsen sprint (14e).